# Улица Кул Гали (Казань)
Улица Кул Гали — улица в Приволжском районе Казани.

## Название
Улица названа в 1983 году в честь Кул Гали — средневекового поэта, считающегося основоположником булгарской письменной литературы.
Название улицы официально утверждено решениями Совета Министров Татарской АССР от 8 сентября 1983 года № 452 и Казанского горисполкома от 14 ноября 1983 года № 488 в связи с отмечавшимся в этом году 800-летием со дня рождения поэта (в 1983 году данный юбилей был включён в календарь знаменательных дат ЮНЕСКО).

## Расположение
Улица Кул Гали расположена в жилом районе Горки, а также посёлках Восточный и Алтан. Она начинается от улицы Академика Завойского, отходя в южном направлении, затем сворачивает на юго-восток, пересекает улицу Юлиуса Фучика и далее идёт в восточном направлении вплоть до начала посёлка Салмачи, где переходит в поселковую улицу Центральную. Фактически улица Кул Гали состоит из двух сильно отличающихся друг от друга участков. Участок, проходящий по территории Горок (от улицы Академика Завойского до улицы Комиссара Габишева) и далее до жилого комплекса «Изумрудный город», в основном отличается высотной застройкой. Остальной участок до посёлка Салмачи характеризуется малоэтажной коттеджной застройкой.
На территории Горок по улице Кул Гали проходит граница 11-го микрорайона, а также между 9-м и 10-м микрорайонами. К востоку от улицы Комиссара Габишева, на участке за жилым комплексом «Изумрудный город», по улице Кул Гали проходит граница между посёлками Восточный (с северной стороны) и Алтан (с южной стороны).
Следует отметить, что улицей Кул Гали также считается небольшой проезд длиной около 880 м от улицы Сафиуллина до улицы Комиссара Габишева, расположенный южнее основной улицы и являющийся непосредственной границей 9-го микрорайона.
Общая длина улицы Кул Гали составляет 3,3 км, в том числе 1,6 км проходит по территории жилого района Горки (без учёта длины вышеуказанного 880-метрового проезда).

## История
Улица Кул Гали стала формироваться на рубеже 1970—1980-х годов. Участок от улицы Академика Завойского до улицы Юлиуса Фучика (со стороны 11-го микрорайона) был застроен в 1979—1980 годах девятиэтажными панельными домами. В первой половине 1980-х годов аналогичная застройка появилась на участке от улицы Юлиуса Фучика до улицы Комиссара Габишева (с обеих сторон, то есть на территории 9-го и 10-го микрорайонов). В постсоветский период застраивались отдельные участки, в том числе в районе Соловьиной рощи, а также на территории так называемого квартала 9А. Из крупных объектов общественного назначения, появившихся на территории Горок вдоль улицы Кул Гали, следует отметить плавательный бассейн «Акчарлак», построенный в 2010 году (ул. Кул Гали, 13А). 9 декабря 2016 году был открыт первый в Казани гипермаркет торговой сети «Эссен» (ул. Кул Гали, 9А). К началу 2020 года был закрыт в связи; в перспективе[какой?] площади гипермаркета планируется сдать в аренду.
За улицей Комиссара Габишева улица Кул Гали переходила в пригородную дорогу к посёлку Салмачи. После включения Салмачей в состав Казани в 2001 году участок дороги до границы посёлка стал продолжением улицы Кул Гали. В 1990-е годы на углу улиц Комиссара Габишева и Кул Гали (на противоположной стороне от Горок) возник авторынок, но в 2017 году на его месте открылся гипермаркет сети «Лента» (ул. Комиссара Габишева, 32). На территории за авторынком на большом участке земли строительная компания «Унистрой» в 2011 году начала возводить жилой комплекс «Изумрудный город» в составе более десятка 10-этажных домов, а в 2013 году на противоположной стороне улицы Кул Гали — жилой комплекс «Изумрудный город 2». На остальном протяжении вплоть до посёлка Салмачи улица Кул Гали застроена домами коттеджного типа посёлков Восточный и Алтан.
В 2009 году в квартале 9А в одноэтажном здании, расположенном на проезде, также именуемом улицей Кул Гали, но с адресом: ул. Сафиуллина, 17А, корп. 3, открылся отдел милиции (с 2011 года — полиции) № 9 «Дальний». В марте 2012 года он получил всероссийскую известность благодаря скандалу, возникшему по факту жестокого обращения сотрудников данного отдела с 52-летним Сергеем Назаровым, в результате чего последний скончался. В 2014 году бывшие сотрудники полиции, виновные в совершении указанного преступления, были осуждены и приговорены к различным срокам заключения. Но ещё в марте 2012 года, через несколько дней после совершённого преступления, было решено реконструировать здание отдела полиции (ОП), а также убрать из его названия слово «Дальний», оставив название ОП «Девятый». Позже, однако, было принято иное решение — построить новое здание на улице Сафиуллина, после открытия которого в ноябре 2017 года отдел полиции съехал с улицы Кул Гали.
- Девятиэтажный жилой дом: ул. Кул Гали, 2 (июнь 2019)
- Стационарный телефонный аппарат на улице Кул Гали – довольно редкое явление в сегодняшней Казани (декабрь 2018)
- Старая защитная лесополоса в 10-м микрорайоне Горок: вид со стороны улицы Кул Гали (декабрь 2018)
- Перспектива улицы Кул Гали в западном направлении (декабрь 2018)
- Улица Кул Гали: вид в сторону посёлков Восточный и Алтан (июнь 2019)

## Городской общественный транспорт
Городской общественный транспорт использует только один участок улицы Кул Гали — от перекрёстка с улицей Комиссара Габишева до посёлка Салмачи. Здесь ходят автобусы 90 маршрута (по состоянию на июнь 2019 года).

## Объекты, расположенные на улице
На улице Кул Гали расположены следующие значимые объекты (перечислены в направлении с запада на восток):
- Соловьиная роща;
- Азербайджанское кафе «Баку сити» (ул. Кул Гали, 2Б);
- Детский сад № 157 (ул. Кул Гали, 1А);
- Детский сад № 362 (ул. Кул Гали, 7А, корп. 1);
- Пожарная часть № 7 (ул. Кул Гали, 4);
- Гимназия № 18 (ул. Кул Гали, 13);
- Плавательный бассейн «Акчарлак» (ул. Кул Гали, 13А)
- Гипермаркет «Лента» (ул. Комиссара Габишева, 32);
- Жилые комплексы «Изумрудный город» и «Изумрудный город 2».

- Азербайджанское кафе «Баку сити»: ул. Кул Гали, 2Б (июнь 2019)
- Плавательный бассейн «Акчарлак»: ул. Кул Гали, 13А (декабрь 2018)
- Гипермаркет «Лента» на углу улиц Комиссара Габишева и Кул Гали (июнь 2019)
- Жилой комплекс «Изумрудный город»: вид со стороны улицы Кул Гали (июнь 2019)
- Улица Кул Гали. Жилой комплекс «Изумрудный город 2» (июнь 2019)